# Commissione Istruzione pubblica, beni culturali del Senato della Repubblica
La Commissione permanente 7ª Cultura e patrimonio culturale, istruzione pubblica, ricerca scientifica, spettacolo e sport è un organo del Senato della Repubblica italiana.

## Funzione
La 7ª Commissione ha competenza per i disegni di legge riguardanti le specifiche materie dell'ordinamento sugli istituti scolastici e sui beni culturali, del personale e dei servizi del Ministero della cultura e del Ministero dell'istruzione, nonché per i disegni di legge riguardanti la materia sui patrimoni culturali e sulle attività per servizi scolastici.

## Composizione
La Commissione è composta da 22 senatori (di cui due segretari, due vicepresidenti e un presidente) scelti in modo omogeneo tra i componenti del Senato della Repubblica, in modo da rispecchiarne le forze politiche presenti. Essi sono scelti dai gruppi parlamentari (e non dal Presidente, come invece accade per l'organismo della Giunta parlamentare): per la nomina dei membri ciascun Gruppo, entro cinque giorni dalla propria costituzione, procede, dandone comunicazione alla Presidenza del Senato, alla designazione dei propri rappresentanti nelle singole Commissioni permanenti.
Ogni senatore chiamato a far parte del governo o eletto presidente della Commissione è, per la durata della carica, sostituito dal suo gruppo nella Commissione con un altro senatore, che continuerà ad appartenere anche alla Commissione di provenienza. Tranne in rari casi nessun Senatore può essere assegnato a più di una Commissione permanente. Le Commissioni permanenti sono rinnovate dopo il primo biennio della legislatura ed i loro componenti possono essere confermati, ma i gruppi parlamentari possono cambiare i propri membri autonomamente in qualsiasi momento, sostituendoli, aggiungendoli o rimuovendoli, modificando di conseguenza anche il numero totale dei componenti della Commissione..

## Presidenti
| N°                                                                                              | Presidente     | Presidente                | Presidente                          | Gruppo parlamentare | Mandato           | Mandato           | Legislatura  |
| N°                                                                                              | Presidente     | Presidente                | Presidente                          | Gruppo parlamentare | Inizio            | Fine              | Legislatura  |
| ----------------------------------------------------------------------------------------------- | -------------- | ------------------------- | ----------------------------------- | --- | ----------------- | ----------------- | ------------ |
| 6ª Istruzione pubblica e belle arti                                                             |                |                           |                                     | |                   |                   |              |
| 1                                                                                               |                |                           | Gaetano Quagliariello (1883-1957)   | Democratico Cristiano | 17 giugno 1948    | 28 luglio 1950    | I (1948)     |
| 2                                                                                               |                |                           | Aldo Ferrabino (1892-1972)          | Democratico Cristiano | 29 luglio 1950    | 24 giugno 1953    | I (1948)     |
| 3                                                                                               |                |                           | Raffaele Ciasca (1888-1975)         | Democratico Cristiano | 28 luglio 1953    | 11 giugno 1958    | II (1953)    |
| 4                                                                                               |                |                           | Adone Zoli (1887-1960)              | Democratico Cristiano | 10 luglio 1958    | 20 febbraio 1960  | III (1958)   |
| 5                                                                                               |                |                           | Giorgio Bo (1905-1980)              | Democratico Cristiano | 11 maggio 1960    | 25 luglio 1960    | III (1958)   |
| 6                                                                                               |                |                           | Angelo Donato Tirabassi (1907-1965) | Democratico Cristiano | 5 ottobre 1960    | 24 ottobre 1961   | III (1958)   |
| 7                                                                                               |                |                           | Giovanni Ponti (1896-1961)          | Democratico Cristiano | 25 ottobre 1961   | 28 dicembre 1961  | III (1958)   |
| 8                                                                                               |                |                           | Luigi Russo (1904-1992)             | Democratico Cristiano | 17 gennaio 1962   | 15 maggio 1963    | III (1958)   |
| 8                                                                                               | 5 luglio 1963  | 4 giugno 1968             | Luigi Russo (1904-1992)             | Democratico Cristiano | IV (1963)         |                   |              |
| 8                                                                                               | 18 luglio 1968 | 30 settembre 1971         | Luigi Russo (1904-1992)             | Democratico Cristiano | V (1968)          |                   |              |
| 7ª Istruzione pubblica e belle arti, ricerca scientifica, spettacolo e sport                    |                |                           |                                     | |                   |                   |              |
| -                                                                                               |                |                           | Luigi Russo (1904-1992)             | Democratico Cristiano | 1º ottobre 1971   | 24 maggio 1972    | V (1968)     |
| 9                                                                                               |                |                           | Giovanni Spadolini (1925-1994)      | Misto-PRI | 12 luglio 1972    | 17 dicembre 1974  | VI (1972)    |
| 10                                                                                              |                |                           | Michele Cifarelli (1914-2010)       | Misto-PRI | 19 dicembre 1974  | 4 luglio 1976     | VI (1972)    |
| -                                                                                               |                |                           | Giovanni Spadolini (1925-1994)      | Misto (1976-1977) Repubblicano (1977-1979) | 27 luglio 1976    | 19 giugno 1979    | VII (1976)   |
| 11                                                                                              |                |                           | Alessandro Faedo (1913-2001)        | Democratico Cristiano | 11 luglio 1979    | 22 luglio 1981    | VIII (1979)  |
| 12                                                                                              |                |                           | Carlo Buzzi (1922-2004)             | Democratico Cristiano | 23 luglio 1981    | 11 luglio 1983    | VIII (1979)  |
| 13                                                                                              |                |                           | Salvatore Valitutti (1907-1992)     | Misto-PLI (1983) Partito Liberale Italiano (1983-1987) | 11 agosto 1983    | 1º luglio 1987    | IX (1983)    |
| 7ª Istruzione pubblica, beni culturali, ricerca scientifica, spettacolo e sport                 |                |                           |                                     | |                   |                   |              |
| 14                                                                                              |                |                           | Adriano Bompiani (1923-2013)        | Democratico Cristiano | 5 agosto 1987     | 27 settembre 1989 | X (1987)     |
| 15                                                                                              |                |                           | Giorgio Spitella (1925-2001)        | Democratico Cristiano | 27 settembre 1989 | 22 aprile 1992    | X (1987)     |
| 16                                                                                              |                |                           | Ortensio Zecchino (1943–)           | Partito Popolare Italiano - Democrazia Cristiana | 17 giugno 1992    | 14 aprile 1994    | XI (1992)    |
| 16                                                                                              |                | Partito Popolare Italiano | Ortensio Zecchino (1943–)           | 1º giugno 1994 | 8 maggio 1996     | XII (1994)        |              |
| 17                                                                                              |                |                           | Adriano Ossicini (1920-2019)        | Rinnovamento Italiano (1996-1997) Misto (1997) Rinnovamento Italiano e Indipendenti (1997-1999) Misto (1999) Rinnov. Ital. Liberaldem. Ind.-Pop. per l'Europa (1999-2000) Misto (2000) Misto-Rinnovamento Italiano (2000-2001) | 5 giugno 1996     | 29 maggio 2001    | XIII (1996)  |
| 18                                                                                              |                |                           | Franco Asciutti (1947–)             | Forza Italia | 26 giugno 2001    | 27 aprile 2006    | XIV (2001)   |
| 19                                                                                              |                |                           | Vittoria Franco (1949–)             | Partito Democratico-L'Ulivo | 6 giugno 2006     | 28 aprile 2008    | XV (2006)    |
| 20                                                                                              |                |                           | Guido Possa (1937–)                 | Il Popolo della Libertà | 22 maggio 2008    | 14 marzo 2013     | XVI (2008)   |
| 21                                                                                              |                |                           | Andrea Marcucci (1965–)             | Partito Democratico | 7 maggio 2013     | 22 marzo 2018     | XVII (2013)  |
| 22                                                                                              |                |                           | Mario Pittoni (1950–)               | Lega-Salvini Premier-Partito Sardo d'Azione | 21 giugno 2018    | 28 luglio 2020    | XVIII (2018) |
| 23                                                                                              |                |                           | Riccardo Nencini (1959–)            | Italia Viva-P.S.I | 29 luglio 2020    | 12 ottobre 2022   | XVIII (2018) |
| 7ª Cultura e patrimonio culturale, istruzione pubblica, ricerca scientifica, spettacolo e sport |                |                           |                                     | |                   |                   |              |
| 24                                                                                              |                |                           | Roberto Marti (1974–)               | Lega Salvini Premier - Partito Sardo d'Azione | 10 novembre 2022  | in carica         | XIX (2022)   |

## Procedure
La Commissione viene convocata per la prima volta dal presidente del Senato per procedere alla propria costituzione. L'Ufficio di Presidenza della Commissione, integrato dai rappresentanti dei gruppi, predispone il programma e il calendario dei lavori, che sono stabiliti in modo da assicurare l'esame in via prioritaria dei disegni di legge e degli altri argomenti compresi nel programma e nel calendario dell'Assemblea. Quando la discussione di un determinato argomento, anche non compreso nel programma, sia richiesta da almeno un quinto dei componenti della Commissione, l'inserimento nell'ordine del giorno in tempi brevi è rimesso all'Ufficio di Presidenza della Commissione stessa. Al termine di ciascuna seduta, di norma, il presidente della Commissione annuncia la data, l'ora e l'ordine del giorno della seduta successiva e viene di conseguenza stampato e pubblicato l'ordine del giorno.

## Composizione nella XIX legislatura (2022 -in corso)
Elenco dei membri ad aprile 2024
| Gruppo parlamentare                                     | Gruppo parlamentare                                                                                 | Senatore                                               |
| ------------------------------------------------------- | --------------------------------------------------------------------------------------------------- | ------------------------------------------------------ |
|                                                         | Lega Salvini Premier - Partito Sardo d'Azione                                                       | Roberto Marti (presidente)                             |
|                                                         | Fratelli d'Italia                                                                                   | Giulia Cosenza (vicepresidente)                        |
|                                                         | Misto-Azione-Renew Europe                                                                           | Giusy Versace (vicepresidente)                         |
|                                                         | Partito Democratico - Italia Democratica e Progressista                                             | Andrea Crisanti (segretario)                           |
|                                                         | Forza Italia - Berlusconi Presidente - PPE                                                          | Mario Occhiuto (segretario)                            |
|                                                         | Fratelli d'Italia                                                                                   | Carmela Bucalo                                         |
| Anna Maria Fallucchi (in sostituzione di Alessio Butti) | Fratelli d'Italia                                                                                   |                                                        |
| Antonio Iannone                                         | Fratelli d'Italia                                                                                   |                                                        |
| Paolo Marcheschi                                        | Fratelli d'Italia                                                                                   |                                                        |
| Raffaele Speranzon (in sostituzione di Nello Musumeci)  | Fratelli d'Italia                                                                                   |                                                        |
|                                                         | Partito Democratico - Italia Democratica e Progressista                                             | Cecilia D'Elia                                         |
| Vincenza Rando                                          | Partito Democratico - Italia Democratica e Progressista                                             |                                                        |
| Francesco Verducci                                      | Partito Democratico - Italia Democratica e Progressista                                             |                                                        |
|                                                         | Lega Salvini Premier - Partito Sardo d'Azione                                                       | Andrea Paganella (in sostituzione di Lucia Borgonzoni) |
| Massimiliano Romeo                                      | Lega Salvini Premier - Partito Sardo d'Azione                                                       |                                                        |
|                                                         | MoVimento 5 Stelle                                                                                  | Vincenza Aloisio                                       |
| Francesco Castiello                                     | MoVimento 5 Stelle                                                                                  |                                                        |
| Luca Pirondini                                          | MoVimento 5 Stelle                                                                                  |                                                        |
|                                                         | Forza Italia - Berlusconi Presidente - PPE                                                          | Adriano Galliani                                       |
|                                                         | Italia Viva - Il Centro - Renew Europe                                                              | Daniela Sbrollini                                      |
|                                                         | Per le Autonomie (SVP-Patt, Campobase, Sud chiama Nord)                                             | Elena Cattaneo                                         |
|                                                         | Civici d'Italia - Noi moderati (UDC - Coraggio Italia - Noi con l'Italia - Italia al Centro) - MAIE | Antonio Guidi                                          |